# Армавирский район (РСФСР)
Армавирский район — административно-территориальная единица в составе Юго-Восточной области, Северо-Кавказского и Азово-Черноморского краёв, существовавшая в 1924—1936 годах. Центр — город Армавир.
Армавирский район был образован 19 июля 1924 года в составе Армавирского округа Юго-Восточной области. 16 октября 1924 года Юго-Восточная область была преобразована в Северо-Кавказский край.
К началу 1925 года в Армавирский район входили 15 сельсоветов: Бароновский, Бесскорбенский, Вольный, Горькобалковский, Камышевахский, Ковалевский, Косякинский, Красная Поляна, Ляпинский, Мирный, Новокубанский, Прочноокопский, Стеблиевский, Урупский и Форштадтский.
6 ноября 1929 года в Армавирский район был передан ряд сельсоветов упразднённых Вознесенского (Вознесенский, Грязнушенский, Ереминский, Кобловский, Первосинюхинский, Сладкий, Союз 5 хуторов, Союз 16 хуторов, Упорненский с/с) и Успенского (Западный, Коноковский сельский, Коноковский аульный, Кургоковский, Леоновский, Маламинский, Марьинский, Николаевский, Пантелеймоновский, Середнинский, Союз южных хуторов, Трехсельский, Убеженский, Урупский аульный, Успенский с/с) районов. Одновременно Камышеватский с/с был передан из Армавирского района в Новоалександровский.
В 1930 году окружная система в СССР была упразднена и Армавирский район перешёл в прямое подчинение Северо-Кавказского края. 10 января 1934 года Армавирский район был отнесён к Азово-Черноморскому краю.
В ходе реформы 1934 года из Армавирского района был выделен Успенский район. В результате в составе Армавирского района осталось 12 сельских (Бароновский, Горькобалковский, Измайловский, Камышевахский, Ковалевский, Косякинский, Краснополянский, Ляпинский, Мирный, Новокубанский, Прочноокопский, Форштадтский) и 1 поселковый (Хуторок) совет.
20 июня 1936 года город Армавир получил статус города краевого подчинения и был выведен из состава района. В связи с этим центр района был перенесён в станицу Новокубанскую, а сам район переименован в Новокубанский. Однако ещё некоторое время в официальных документах продолжало использоваться название Армавирский район.